# Eibe Hohe Straße 125

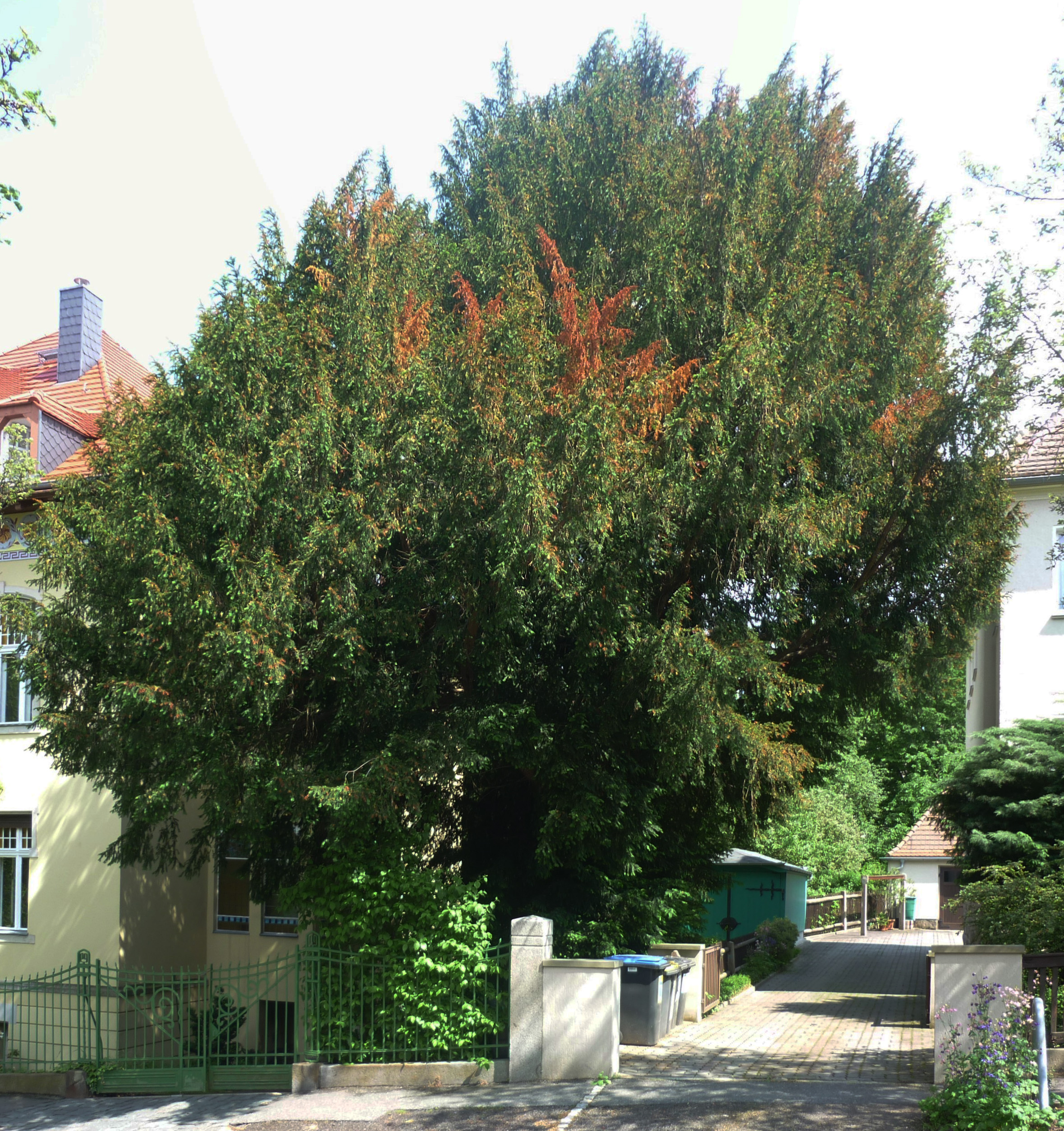
Naturdenkmal Eibe Hohe Straße 125

Die Eibe Hohe Straße 125 ist ein Naturdenkmal (ND 127) im Dresdner Stadtteil Plauen. Der Baum, ein Exemplar der sehr langsam wachsenden Europäischen Eibe (Taxus baccata), ist mit mehr als zwei Metern Stammumfang „für seine Art im Stadtgebiet Dresden weit überdurchschnittlich groß und wertvoll.“

## Geographie
Die Eibe steht im Dresdner Südwesten an der Hohen Straße zwischen den Kreuzungen mit den durchgehenden Straßen Pestitzer Straße im Norden und Schopenhauerstraße im Süden, schräg gegenüber der östlich einmündenden Gitterseestraße im Vorgartenbereich der als Kulturdenkmal geschützten Mietvilla Hohe Straße 125 an der Grenze zum Nachbargrundstück Nr. 127.

## Schutzgegenstand
Anfang der 2010er war die Landeshauptstadt Dresden als Untere Naturschutzbehörde bestrebt, „39 besonders wertvolle Bäume an 29 Standorten als Naturdenkmale“ unter Schutz zu stellen. Im Dresdner Süden gehörten die Spanische Tanne Wittenstraße 1, der Birnbaum Friebelstraße, die Schwarz-Pappel am Lockwitzbach und diese das Viertel prägende Eibe dazu. Nicht mehr berücksichtigt wurde in Plauen die damals bereits im Absterben befindliche Rot-Eiche Kaitzer Straße 79. Die Festsetzung der Eibe als Naturdenkmal erfolgte im Januar 2015 mittels einer Verordnung. Zudem sind in jener Zeit die Drei Eiben Blochmannstraße 2 in der Pirnaischen Vorstadt, die beiden Eiben Tolkewitzer Straße 30 in Blasewitz und die Eibe Lochmühlenweg Oberwartha als Naturdenkmale ausgewiesen worden.
Die Eibe hat einen Kronendurchmesser von 15 Metern. Der Schutzbereich erstreckt sich unter der gesamten Krone zuzüglich vier Metern, mindestens jedoch neun Meter von der Mitte des Stamms.